# Гедль, Марек
Марек Гедль, пол. Marek Gedl (30 июня1934—26 декабря 2014) — польский археолог, исследователь бронзового века (лужицкая культура) и раннего железного века.
Родился в Бельско-Бяло, затем переехал в Варшаву, отец его погиб в варшавском восстании 1944 года. 
В 1955 г. окончил Ягеллонский университет. В 1976 году получил степень чрезвычайного профессора, а в 1983 году — обычного профессора доисторических и протоисторических наук Польской академии наук, а также Отдела II (историко-филологического) Польской академии искусств. С 1973 по 1984 годы был руководителем междисциплинарного отдела археологии бронзового века Ягеллонского университета. Почётный доктор Жешувского университета. Дважды становился заместителем директора Института археологии, был главой редколлегии польского археологического журнала «Acta Archaeologica Carpathica". У профессора более 500 публикаций, 38 книг. Был членом Немецкого Института археологии, Австрийского археометрического общества.
Похоронен в Кракове на Ратовицком кладбище.

## Избранные публикации
- Uwagi o gospodarce i strukturze społecznej ludności kultury łużyckiej w południowej Polsce, Kraków 1961
- Kultura łużycka na Górnym Śląsku, Wrocław-Warszawa-Kraków 1962
- Szkieletowy obrządek pogrzebowy w kulturze łużyckiej, Kraków 1964
- Kultura łużycka, Kraków 1975
- Schyłek kultury łużyckiej w południowo-zachodniej Polsce, Warszawa-Kraków 1985.

## Награды
- Орден Возрождения Польши за заслуги в научной и дидактической работе. (1999) [6]
- Кавалерский и командорский кресты Ордена Возрождения Польши
- Золотой Крест Заслуги
- Медаль Национального комитета по образованию